# Ecuación de Black
La ecuación de Black es un modelo matemático que estima el tiempo medio de operación entre fallos de un circuito semiconductor debido a la electromigración, un fenómeno de agitación molecular del estado sólido en presencia de un campo electromagnético.

## Simbología
| Símbolo                     | Nombre                                                        | Unidad |
| --------------------------- | ------------------------------------------------------------- | ------ |
| {\displaystyle E_{a}}       | Energía de activación                                         | eV     |
| {\displaystyle MTF}         | Tiempo medio de operación entre fallos (Mean time of failure) |        |
| {\displaystyle j}           | Densidad de corriente                                         | A / m2 |
| {\displaystyle n}           | Parámetro del modelo                                          |        |
| {\displaystyle T}           | Temperatura                                                   | K      |
|                             | Constantes                                                    |        |
| {\displaystyle A}           | Constante                                                     |        |
| {\displaystyle k_{\rm {B}}} | Constante de Boltzmann                                        | eV / K |

## Descripción
{\displaystyle MTF={\frac {A}{j^{n}}}e^{\left({\frac {E_{a}}{k_{\rm {B}}\ T}}\right)}}
El modelo es abstracto, no está basado en un modelo físico específico, pero describe de forma flexible la dependencia de la tasa de fallo con la temperatura ({\displaystyle T}), la tensión eléctrica a la que se somete al material y la tecnología concreta. Siendo un modelo más descriptivo que predictivo, los valores de ({\displaystyle A}), ({\displaystyle n}) y ({\displaystyle E_{a}}) se obtienen mediante ajuste de los datos experimentales.
La utilidad del modelo reside en su capacidad de relacionar datos tomados bajo condiciones extremas de temperatura ({\displaystyle T}) y tensión en breves periodos de tiempo con las tasas de fallo esperables bajo condiciones habituales de funcionamiento. Los datos se obtienen sometiendo al material a pruebas a alta temperatura.